# Lysastrosoma
Lysastrosoma is een geslacht van zeesterren uit de familie Pycnopodiidae.

## Soort
- Lysastrosoma anthosticta Fisher, 1922